# Pfalz-ardenner
Vous lisez un « bon article » labellisé en 2018.
Le Pfalz-ardenner (allemand : Pfalz-Ardenner Kaltblut) est une race de chevaux de trait de format moyen, originaire du Land de Rhénanie-Palatinat, en Allemagne. Comme son nom l'indique, il dérive de la race transfrontalière de l'Ardennais, à partir de croisements entre des chevaux de trait français, belges, et dans une moindre mesure bavarois. Son stud-book ouvre en 1906, acceptant dès l'origine de nombreux croisements. La motorisation des activités agricoles le conduit au bord de l'extinction dans les années 1970. 
Ses effectifs étant réduits à 25 têtes en 2015, il est considéré comme une race rare, en danger critique d'extinction. Sa conservation fait l'objet de publications et d'initiatives en Allemagne. Le stud-book accepte toujours des croisements avec d'autres races de chevaux de trait, un cheval issu de ce type de croisement étant potentiellement considéré comme Pfalz-ardenner s'il répond aux orientations d'élevage et que l'un de ses deux parents est un Pfalz-ardenner.

## Histoire
Le Pfalz-ardenner est une race relativement jeune, dérivée comme son nom l'indique (Pfalz-Ardenner) de l'Ardennais. Dans la base de données DAD-IS, cette race est référencée sous le nom de Pfalz Ardenner Kaltblut, soit « Ardennais palatin à sang froid » en français. Si les origines des Ardennais peuvent être retracées jusqu'au XVIIe siècle, la race allemande provient plus spécifiquement de différents croisements entre chevaux de trait français et belges, entrepris au début du XXe siècle dans le sud-ouest de l'Allemagne. Les chevaux Ardennais français ont l'influence la plus importante, mais quelques Comtois entrent également en croisement, avec des chevaux de trait de Rhénanie et de Bavière. Une coopérative d'élevage ouvre en 1896, puis un stud-book est créé dix ans plus tard, en 1906, sur la base d'imports de chevaux Ardennais depuis l'Alsace et la Lorraine, en France, avec une petite contribution des chevaux de Bavière,. Le stud-book Pfalz-Ardenner a toujours été très ouvert, acceptant un grand nombre de chevaux en croisement. Avec la motorisation de l'agriculture, la race est menacée d'extinction dans les années 1970.
Le Pfalz-ardenner n'a jamais été considéré comme une race indépendante avant les années 2010. Depuis lors, quelques éleveurs de la région de Rhénanie-Palatinat-Sarre se sont consacrés à sa préservation.

## Description

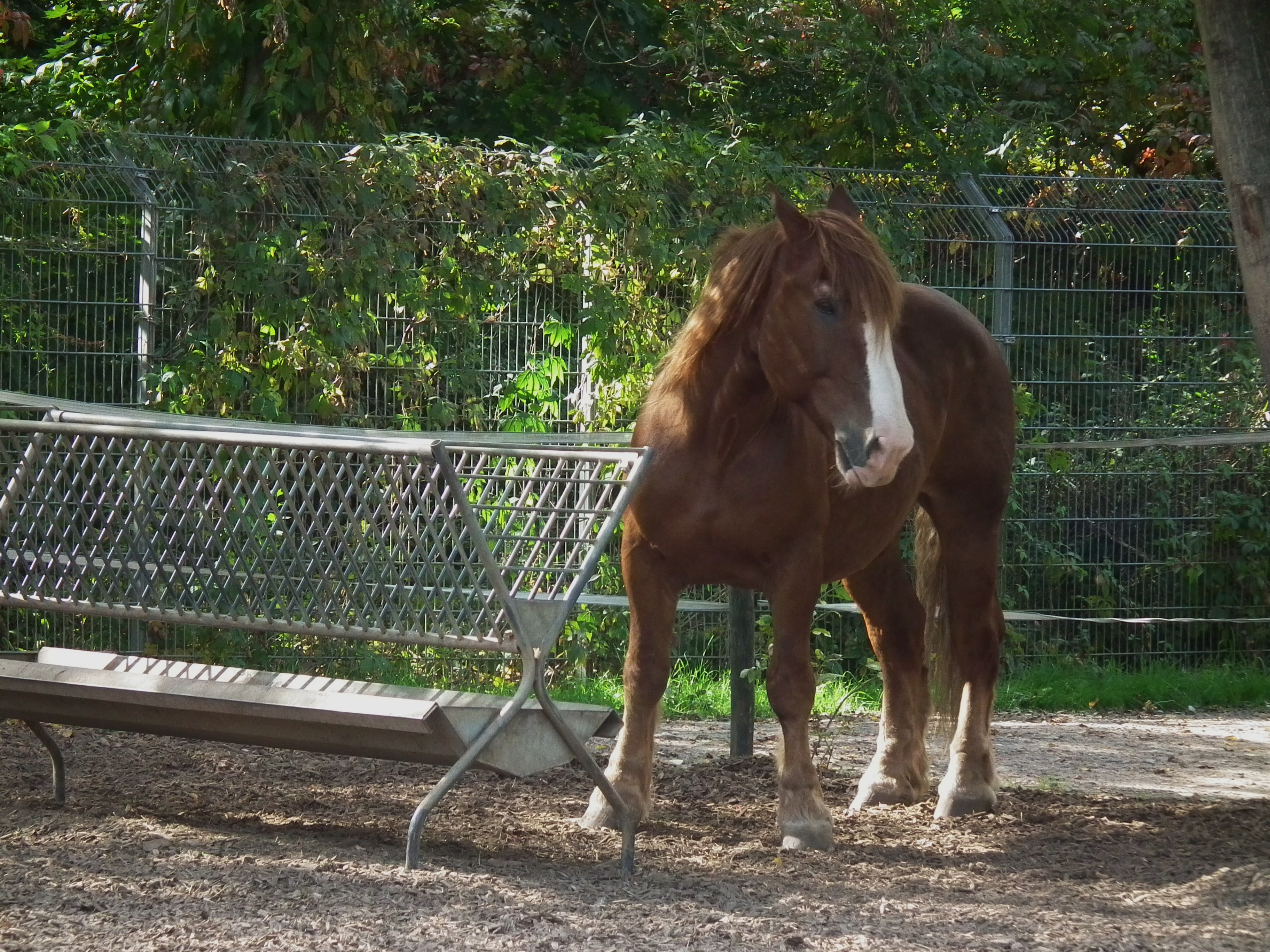
Pfalz-Ardenner alezan au Tiergarten de Worms.

CAB International et le guide Delachaux indiquent une taille moyenne allant de 1,52 m à 1,62 m, correspondant au règlement du stud-book de la race. En revanche, DAD-IS indique une taille moyenne de 1,57 m chez les femelles et 1,60 m chez les mâles. Le poids est compris entre 700 et 800 kg, ce qui en fait un cheval de trait de poids moyen. Cependant, ce poids peut monter jusqu'à 1 000 kg. L'espérance de vie est d'environ 25 ans.

### Morphologie et robe
La tête, plutôt petite, présente un front large et est surmontée d'oreilles courtes. Le poitrail est large, et la croupe musclée. Le corps doit être d'épaisseur moyenne pour un cheval de trait, avec un passage de sangle profond. Les pieds doivent être durs.
Toutes les robes sont autorisées, mais les plus courantes sont, d'après le guide Delachaux, le bai, l'alezan, le noir, le gris et le rouan. En revanche, le stud-book de la race (2015) n'indique pas le rouan parmi les robes rencontrées. 

### Sélection
Depuis 2008, le stud-book accepte officiellement en croisement des chevaux de race Ardennais, Breton, Comtois, Trait allemand du Sud, Trait de Rhénanie et Ardennais suédois,, à condition que l'autre parent soit un Pfalz-Ardenner enregistré,, que le cheval de croisement réponde aux objectifs d'élevage et qu'il soit enregistré dans le stud-book de sa propre race. L'objectif est de conserver la sélection d'un cheval de trait polyvalent de poids moyen. Les sujets doivent par ailleurs être capables de travailler aux trois allures, et sont testés entre autres sur leurs capacités de travail à la traction. Une sélection est menée sur le caractère afin de favoriser les chevaux doux et polyvalents, équilibrés, et aptes aux pratiques de loisirs. Les étalons peuvent être approuvés à la reproduction à partir de l'âge de trois ans, sur évaluation. Il en est de même pour les juments. Les chevaux appartenant à la race portent un suffixe à leur nom, propre à leur élevage de provenance.

## Utilisations
La race était destinée à l'origine à l'agriculture et au débardage, mais la motorisation a largement réduit ces activités,. Le Pfalz-Ardenner est de nos jours destiné à l'attelage, au débardage (et autres travaux agricoles et forestiers) et à l'équitation de loisir,,. Il peut toujours travailler en traction lourde mais est aussi élevé pour sa viande. La race était jadis appréciée pour sa polyvalence.

## Diffusion de l'élevage

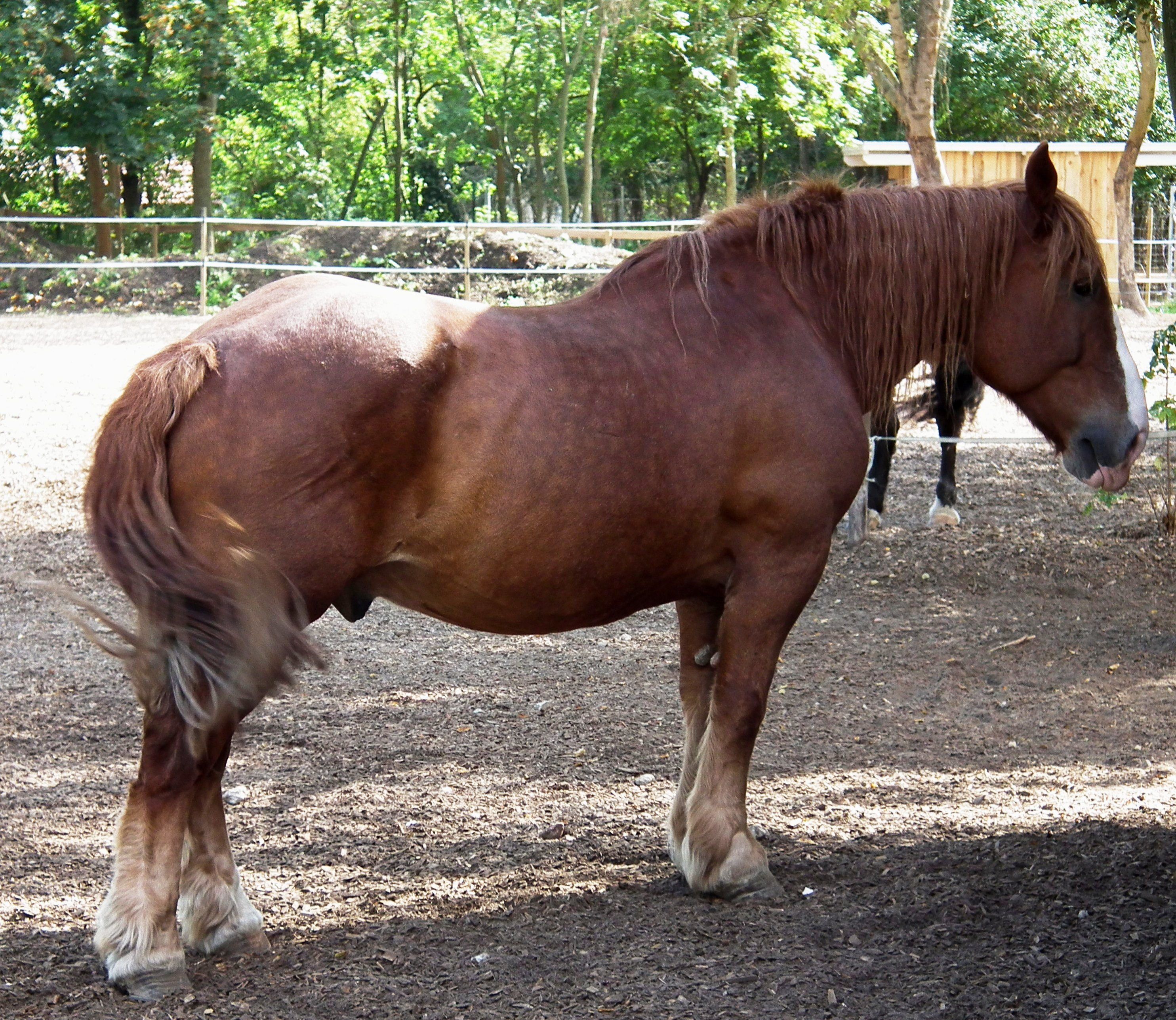
Pfalz-Ardenner alezan au Tiergarten de Worms.

Comme son nom l'indique, le Pfalz-Ardenner est essentiellement élevé dans le Sud-Ouest de l'Allemagne, en Rhénanie-Palatinat,. L'étude menée à l'université d'Uppsala, publiée en août 2010 pour la FAO, le signale comme une race locale européenne en danger critique d'extinction, de même que l'étude de la chercheuse suédoise Carolina Liljenstolpe, Horses in Europe (2009).
En 2015, l'effectif enregistré est extrêmement réduit, avec 25 têtes, incluant 22 juments et 3 étalons. La race est signalée en danger d'extinction (2018) sur DAD-IS. Elle figure sur la liste rouge des races animales indigènes allemandes menacées d'extinction (Rote Liste der gefährdeten einheimischen Nutztierrassen). Son cheptel sous les 50 individus classe localement le Pfalz-Ardenner comme « population menacée d'extinction » (Phänotypische Erhaltungspopulation: vom Aussterben bedroht).
Malgré ce cheptel très faible, la situation du Pfalz-Ardenner fait l'objet d'un suivi actif en Allemagne, H. Haring assurant en 2005 que « la conservation de ce groupe de race [les chevaux de trait allemands] peut être considérée comme assurée » ; le contexte de reproduction en chevaux de trait allant globalement vers la remontée des effectifs. En prenant en compte les chevaux de croisement, la population reproductrice en Pfalz-Ardenner dans le berceau d'élevage est d'environ 60 juments et 8 étalons en 2015. Le Pfalz-Ardenner est par ailleurs éligible aux aides financières accordées pour la préservation des races menacées (2015).